# Segretario (ufficio)

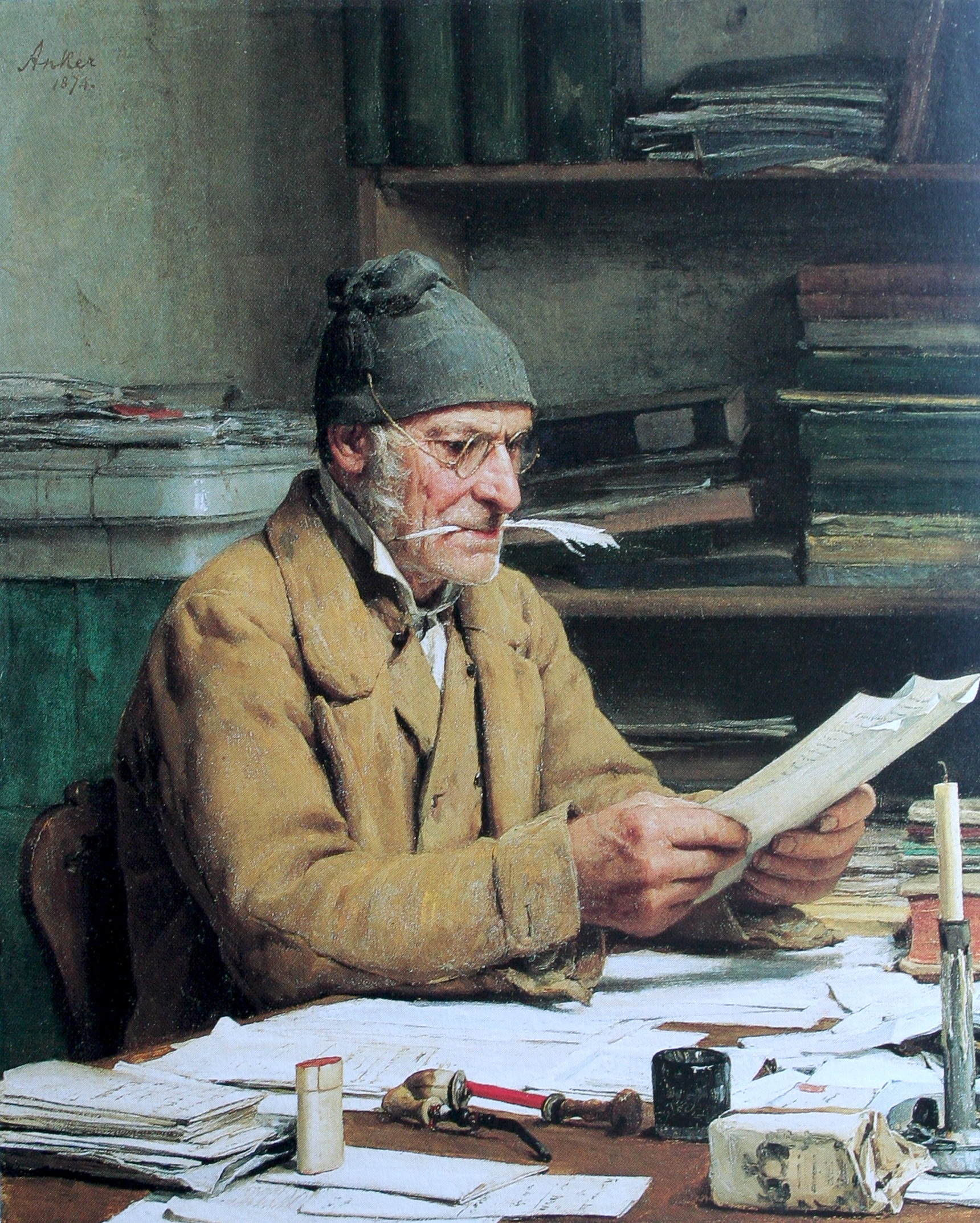
Der Gemeindeschreiber (il segretario comunale), dipinto di Albert Anker, 1874

Un segretario è un impiegato che svolge vari tipi di mansioni di fiducia all'interno di un ufficio, azienda, ente o altro tipo di organizzazione, soprattutto per quanto riguarda la stesura e gestione dei documenti, spesso per conto di uno specifico superiore, al quale fa da aiutante. Nella sua origine etimologica, si riferisce alla parola latina secretum (segreto), volendo significare colui che custodisce segreti, informazioni confidenziali.

## Storia
Con questo significato di persona di fiducia in passato si indicava colui che era particolarmente adatto a svolgere incarichi sia ufficiali che riservati e segreti di un signore che si affidava a lui per consigli o affari di particolare delicatezza. In questo senso con il titolo di segretario per antonomasia veniva indicato per la sua abilità e competenza Niccolò Machiavelli, incaricato della segreteria della Signoria dei Medici a Firenze.

## Caratteristiche e mansioni
In genere il segretario che svolge la sua funzione in amministrazioni e società private ha il compito di facilitare e organizzare il lavoro di colui da cui dipende. In passato il compito principale del segretario, di solito esperto di stenografia e dattilografia, consisteva nella redazione e conservazione di documenti cartacei relativi al genere di attività che svolgeva l'ufficio a cui era addetto.
Questo può essere ancora oggi considerato il primo livello del lavoro di segreteria dove è essenziale una buona padronanza della lingua e della capacità di scrivere tramite i nuovi strumenti di scrittura elettronica. Acquisendo sempre più esperienza, il segretario svolge compiti aggiuntivi a quelli riguardanti la posta, le fotocopie, e gli ordini d'acquisto per i materiali di cancelleria e assume il ruolo di segretario-assistente personale. Per questo lavoro l'assistente deve avere doti organizzative e nozioni sul settore dell'azienda in cui opera. Il segretario di uno studio medico, ad esempio, deve avere almeno delle conoscenze di base sulla terminologia medica; il segretario di un avvocato deve avere delle nozioni di giurisprudenza e così è per tutti i settori. 
Il segretario specializzato deve avere la capacità di comunicare in una o più lingue straniere e di interagire con il pubblico, i fornitori, i clienti e deve essere in grado di emulare lo stile, la filosofia aziendale e societaria del dirigente per il quale lavora e dal quale è talora anche incaricato di tenere i libri contabili.